# Triplognathus griseopilosus
Triplognathus griseopilosus är en skalbaggsart som beskrevs av Ohaus 1901. Triplognathus griseopilosus ingår i släktet Triplognathus och familjen Rutelidae. Inga underarter finns listade i Catalogue of Life.